# Michael Avallone
Pour les articles homonymes, voir Avallone.
Michael Avallone, né le 27 octobre 1924 à New York et mort le 26 février 1999 à Los Angeles en Californie, est un écrivain américain de roman policier. 

## Biographie
Michael Avallone grandit dans le Bronx avec ses seize frères et sœurs. Pendant la Seconde Guerre mondiale, il sert en Europe et obtient le grade de sergent. Après la guerre, il se consacre à l’écriture.
Écrivain prolifique, il utilise, outre son patronyme, dix-huit pseudonymes, dont plusieurs féminins, et écrit plusieurs centaines de nouvelles, romans, novélisations dans les genres policier, gothique, aventure, science-fiction, western, érotisme, espionnage, fantastique.
Dans son premier livre publié en 1953, The Tall Dolores, il crée le personnage de Ed Noon, un détective privé new-yorkais, qui apparaît dans quarante-quatre romans et une vingtaine de nouvelles. 
Sous le pseudonyme de Nick Carter, un nom-maison, il signe des romans d'espionnage. 
De 1962 à 1965, il édite le bulletin de la Mystery Writers of America.

## Œuvre

### Romans

#### SérieEd Noon
- The Tall Dolores, 1953
  - La Grande Dolores, Série noire no 1139, 1967
- The Spitting Image, 1953
- Dead Game, 1954
- Violence in Velvet, 1956
- The Case of The Bouncing Betty, 1956
- The Alarming Clock, 1957
- The Case of The Violent Virgin, 1957
- The Crazy Mixed-Up Corpse, 1957
- The Voodoo Murders, 1957
- Meanwhile Back at the Morgue, 1960
- The Living Bomb, 1963
- There is Something About a Dame, 1963
- The Bedroom Bolero, 1963
- Lust is No Lady, 1964
  - Pan partout, Série noire no 1046, 1966 ; réédition, Carré noir no 490, 1983
- The Fat Death, 1966
- The February Doll Murders, 1967
- Assassins Don't Die in Bed, 1968
- The Horrible Man, 1968
  - Nid de frelons, Série noire no 1245, 1969
- The Flower-Covered Corpse, 1968
  - Le Cadavre aux fleurs, Un mystère, 3e série, no 48, 1970 ; réédition, Punch no 141, 1971
- Ed Noon, Private Eye, 1969
- The Assassins Don’t Die in Bed, 1969
  - Une belle nuit pour mourir, Un mystère, 3e série, no 40, 1969
- The Doomsday Bag, 1969
- Death Dives Deep, 1970
- Little Miss Murder, 1971
- The Fat Death, 1971
- The Ultimate Client, 1971
- The Bolero Murders, 1972
- The Living Bomb, 1972
- Shoot It Again, Sam, 1972
- London, Bloody London, 1972
- The Girl in the Cockpit, 1972
- The Alarming Clock, 1973
- Kill Her, You'll Like It, 1973
- Killer on the Keys, 1973
- The Hot Body, 1973
- The X-Rated Corpse, 1973
- The Walking Wounded, 1973
- And Then There Was Noon, 1973
- The Moon Maiden, 1974
- The Rubbed-Out Star, 1974
- The Big Stiffs, 1977
- Dark on Monday, 1978
- High Noon at Midnight, 1988
- Since Noon Yesterday, 1989

#### Autres romans signés Michael Avallone
- All the Way Home, 1960
- Women in Prison, 1961
- Stag Stripper, 1961
- The Little Black Book, 1961
- Sinners in White, 1962
- Flight Hostess Rogers, 1962
- Never Love a Call Girl, 1962
- The Platinum Trap, 1962
- Sex Kitten, 1962
- All the Way, 1962
- Lust at Leisure, 1963
- The Doctor's Wife, 1963
- And Sex Walks in, 1963
- The Man From Avon, 1967
- The Coffin Things, 1968
  - Orgies funéraires, Série noire no 1281, 1969 ; réédition, Carré noir no 345, 1980
- The Incident, 1968
  - L'Incident, Un mystère, 2e série, no 87, 1968
- The Killing Star, 1969 autre titre The Blue-Eyed Monster
  - Le Monstre aux yeux bleus, Série noire no 1305, 1968
- Missing !, 1969
- The Doctors, 1970
- A Bullet for Pretty Boy Floyd, 1970
- When Were You Born ?, 1972
  - Sidéromancie, Série noire no 1475, 1972
- The Satan Sleuth #1 : Fallen Angel, 1974
- The Satan Sleuth #2 : The Werewolf Walks Tonight, 1974
- The Satan Sleuth #3: Devil, Devil, 1975
- Carquake, 1977
- CB Logbook of the White Knight, 1977
- Charlie Chan and the Curse of the Dragon Queen, 1981
- Mitzi, 1997

#### Romans signés Priscilla Dalton
- Dark Cypress, 1964
- The Silent, Silken Shadows, 1965
- The Victorian Crown, 1965
- Heirloom of Tragedy, 1965
- The Second Secret, 1966

#### Roman signés Nick Carter
- The China Doll, 1964
  - La Poupée chinoise, Un mystère no 748, 1965
- Saigon, 1964
  - À Saïgon, Un mystère no 758, 1965
- Run, Spy, Run, 1964
  - Il court, il court l’espion, Un mystère no 765, 1966

#### Romans signés Edwina Noone
- Corridor of Whispers, 1965

#### Romans signés Troy Conway
- The Big Freak-Out, 1968
- Last Licks, 1968
- Keep It Up Rod !, 1968
- The Billion Dollar Snatch, 1968
- A Hard Act to Follow, 1968
- The Wham ! Bam ! Thank You Ma'am Affair, 1968
- It's Getting Harder All the Time, 1969
- Just a Silly Millimeter Longer, 1969
- I'd Rather Fight Than Swish, 1969
- A Good Peace, 1969
- It's What's Up Front That Counts, 1969
- The Cunning Linguist, 1970
- Turn the Other Sheik, 1970
- Will the Real Rod Please Stand Up ?, 1970
- The Harder You Try, The Harder It Gets, 1971
- Come One, Come All, 1973
- I Can't Believe I Ate the Whole Thing, 1973

#### Romans signés Stuart Jason
- Black Hercules, 1969
- Black Love, 1969
- Black Lord, 1971
- Black Prince, 1972
- Butcher #6 : Kill Time1973
- Butcher #9 : Sealed With Blood, 1973
- Black Emperor, 1976

#### Romans signés Lee Davis Willoughby
- The Gunfighters, 1981
- Red Roses Forever, 1983

#### Roman signé du nom maison Max Walker
- The Last Escape, 1970

### Novélisations
- Shock Corridor, 1963 
  - Shock corridor, Série noire no 1028, 1966 (publié à l’origine  avec la signature de Samuel Fuller, Carré noir no 338, 1980 (publié avec la mention « version romancée par Michaël Avallone »)
- Station Six-Sahara, 1964
- The Man From U.N.C.L.E. #1: The Thousand Coffins Affair, 1965
  - L’Affaire des mille cercueils, Télé-Mystère no 3, 1967
- The Girl From U.N.C.L.E. #1: The Birds Of A Feather Affair, 1966
- The Girl From U.N.C.L.E. #2: The Blazing Affair, 1966
- Kaleidoscope, 1966
- The Felony Squad, 1967
  - Flash au Far-West, Série noire no 1193, 1968
- Madame X, 1967
- Mannix, 1968
- Hawaii Five-O, 1968
- Krakatoa East of Java, 1969
- Hawaii 5-0 : Terror In The Sun, 1969
- Hornets' Nest, 1970
- One More Time, 1970
- Beneath the Planet of the Apes, 1970
- The Partridge Family, 1970
- The Partridge Family #2 :The Haunted Hall, 1970
- The Partridge Family #3: Keith, The Hero, 1970
- The Partridge Family #4: Love Comes to Keith Partridge, 1973
- Cannonball Run, 1981
- Woman Called Golda, 1982
  - Une femme nommée Golda, J'ai lu no 1853, 1985
- Friday the Thirteenth Part III

### Nouvelles

#### Recueils de nouvelles
- Tales of the Frightened, 1963
- Where Monsters Walk, 1978
- Five Minute Mysteries, 1978

#### Nouvelles de la sérieEd Noon
- A Bullet for Big Nick, 1949
- The Ten Percent Kill, 1961
- Open Season on Cops, 1962
- The Case of the Arabella Nude, 1963
- Trouble at Travers Pharmacy, 1964
- A Letter from Ed Noon, 1965
- Violin Solo for a Corpse, 1974
- Bartree Has Escaped Today !, 1978
- The Circus Catch, 1978
- The Cop Dodge Game, 1978
- The Coronet Club Caper, 1978
- The Dead Secretary, 1978
- The Fairfax Kill, 1978
- The Fatal Killing, 1978
- The French Jewel Heist, 1978
- The Great Zampa Hoax, 1978
- Inside-the-Park Homicide, 1978
- The Last Weekend, 1978
- The Real Gone Horn, 1978
- Who Killed Burlesque ?, 1978
- Minute Mystery, 1980
- You Can't Kiss a Corpse, 1981
- Conversation While Prying, 1984

#### Autres nouvelles
- Aw, Let the Kid Hit, 1950
- One More Miracle!, 1952
- Better Off Dead, 1953
- The Man Who Walked on Air, 1953
- Headache Hurler, 1955
- Aces Always Win, 1956
- Accident Report, 1956
- Vengeance Is a Long Shot, 1956
- Last Place Clubs Don't Die, 1956
- The Curse of Cleopatra, 1956
- Breadwinners Don't Leaf, 1957
- Power the Ball Plateward, 1957
- The Man Who Thought He Was Poe, 1957
- The Killer Was Anonymous, 1961
- Dark on Monday, 1962
- Murder Has Only One Act, 1962
- MS. Found in a Attic, 1962
- The Barking Dog, 1963
- Beware the Bird, 1963
- Call at Midnight, 1963
- Children of the Devil, 1963
- The Deadly Dress, 1963
- Defilers of the Tombs, 1963
- Don't Lose Your Head, 1963
- The Fortune Teller, 1963
- The Graveyard Nine, 1963
- The Hand of Fate, 1963
- Just Inside the Cemetery, 1963
- The Ladder, 1963
- The Man in the Raincoat, 1963
- Mirror of Death, 1963
- Another Beautiful Client, 1963
- Never Kick a Black Cat, 1963
- Nightmare !, 1963
- The Phantom Soldier, 1963
- Portrait in Hell, 1963
- Say Good Night to Mr. Sporko, 1963
- Some Things Shouldn't Be Seen, 1963
- Terror in the Window, 1963
- Theda Is Death, 1963
- Tom, Dick and Horror, 1963
- The Vampire Sleeps, 1963
- Voice from the Grave, 1963
- You Can Take It with You, 1963
- Oliver's Twist, 1963
- The Unguessable Bullet, 1963
  - La Huitième Détonation, Le Saint détective magazine no 110, avril 1964
- Murder at the Ball Park, 1963
- A Frame Has Four Sides, 1964
- Camouflage, 1964
  - Un camouflage parfait, Le Saint détective magazine no 121, mars 1965
- The Gun Next Door, 1964
  - Aucun Problème, L'Anthologie du mystère no 18, 1974
- The Scar, 1964
- The Thing in Evening Dress, 1965
- Murder the Leader, 1965
- The Deadly Foxes, 1966
- Seven of Intrex, 1966
  - Sept de l'Intrex, Le Saint détective magazine no 142, décembre 1966
- Some People Kill People, 1966
- Great Night for a Murder, 1966
- Send a Man from Intrex, 1967
  - Envoyez un homme de l'Intrex, Le Saint détective magazine no 145, mars 1967
- Seven Miles from Intrex, 1967
  - À sept kilomètres de l'Intrex, Le Saint détective magazine no 171, septembre 1967
- The Ugly Penny Murder, 1968
- Every Litter Bit Hurts, 1968
- The Missing Gabriel Horn, 1969
- Every Litter Bit Helps, 1970
- Tec Titles: Or, The American Pun Mystery, 1970
- The Dakar Diamond Caper, 1976
- The Marquee Alibi, 1976
- The Big Rig with Hotpants, 1977
- The Boulevard Buffalo with the Gat, 1977
- Escape from the Iron Bar Hotel, 1977
- Heavy Traffic, Big Ten-Fours and Good Numbers, 1977
- Jesse James on Four Baloneys, 1977
- One of Our YL's Is Nowhere to Be Found, 1977
- Saved by the Fly in the Sky, 1977
- Perfect Crime, 1978
- The Fourth Homer, 1979
- The Little Dread Schoolhouse, 1980
- Sweet Violets, 1980
- Courtroom Killer, 1980
- The Painting at the Wrights, 1981
- MS. Found in a Crypt, 1981
- Children of the Night, 1982
- The Fatal Fraulein, 1988
- Harm's Lullaby, 1992
- House of Horror, 1995

#### Nouvelles signées Troy Conway
- Come One, Come All, 1968
- The Man-Eater, 1968
- The Big Broad Jump, 1969
- A Good Peace, 1969
- Had Any Lately ?, 1969
- I'd Rather Fight than Swish, 1969
- The Blow-Your-Mind Job, 1970
- The Cunning Linguist, 1970
- All Screwed Up, 1971
- The Penetrator, 1971
- A Stiff Proposition, 1971

#### Nouvelle signée Mark Dane
- White Legs, 1957

## Sources
- Claude Mesplède (dir.), Dictionnaire des littératures policières, vol. 1 : A - I, Nantes, Joseph K, coll. « Temps noir », 2007, 1054 p. (ISBN 978-2-910686-44-4, OCLC 315873251), notice Michael Avallone.
- Claude Mesplède (dir.), Dictionnaire des littératures policières, vol. 2 : J - Z, Nantes, Joseph K, coll. « Temps noir », 2007, 1086 p. (ISBN 978-2-910686-45-1, OCLC 315873361), notice ED Noon.
- Claude Mesplède, Les années "Série noire" : bibliographie critique d'une collection policière, vol. 3 : 1966-1972, Amiens, Editions Encrage, coll. « Travaux / 22 », 1994, 4 p. (ISBN 978-2-906389-53-3).
- (en) John M. Reilly (Ed.), Twentieth-century crime and mystery writers, New York, St. Martin's Press, coll. « Twentieth-century writers of the English language », 1982 (réimpr. 1991), 2e éd., 1568 p. (ISBN 978-0-312-82417-4, OCLC 6688156), p. 35-38.